# Collegio plurinominale Piemonte 2 - 02 (2017)
Il collegio elettorale plurinominale Piemonte 2 - 02 è stato un collegio elettorale plurinominale della Repubblica Italiana per l'elezione della Camera tra il 2017 ed il 2022.

## Territorio
Come previsto dalla legge elettorale italiana del 2017, il collegio è stato definito tramite decreto legislativo all'interno della circoscrizione Piemonte 2.
Il collegio comprendeva la zona definita dai quattro collegi uninominali Piemonte 2 - 01 (Verbania), Piemonte 2 - 02 (Novara), Piemonte 2 - 03 (Biella) e Piemonte 2 - 04 (Vercelli).

## Dati elettorali

### XVIII legislatura
Come previsto dalla legge elettorale, 386 deputati erano eletti in 63 collegi plurinominali con ripartizione proporzionale a livello nazionale tra le coalizioni e le singole liste che avessero superato la soglia di sbarramento stabilita.
Nel collegio venivano eletti 10 deputati.
| Liste          | Liste                            | Proporzionale | Proporzionale | Proporzionale | Maggioritario | Maggioritario | Maggioritario |  |
| Liste          | Liste                            | Voti          | %             | Seggi         | Voti          | %             | Seggi         |  |
| -------------- | -------------------------------- | ------------- | ------------- | ------------- | ------------- | ------------- | ------------- |  |
|                | Lega                             | 144 885       | 25,81         | 2             | 262 822       | 46,82         | 4             |  |
|                | Forza Italia                     | 86 878        | 15,48         | 1             | 262 822       | 46,82         | 4             |  |
|                | Fratelli d'Italia                | 26 387        | 4,70          | –             | 262 822       | 46,82         | 4             |  |
|                | Noi con l'Italia – UDC           | 4 672         | 0,83          | –             | 262 822       | 46,82         | 4             |  |
|                | Movimento 5 Stelle               | 135 373       | 24,12         | 2             | 135 373       | 24,12         | –             |  |
|                | Partito Democratico              | 106 138       | 18,91         | 1             | 127 514       | 22,72         | –             |  |
|                | +Europa                          | 17 122        | 3,05          | –             | 127 514       | 22,72         | –             |  |
|                | Italia Europa Insieme            | 2 305         | 0,41          | –             | 127 514       | 22,72         | –             |  |
|                | Civica Popolare                  | 1 949         | 0,35          | –             | 127 514       | 22,72         | –             |  |
|                | Liberi e Uguali                  | 15 223        | 2,71          | –             | 15 223        | 2,71          | –             |  |
|                | CasaPound                        | 6 193         | 1,10          | –             | 6 193         | 1,10          | –             |  |
|                | Potere al Popolo!                | 4 871         | 0,87          | –             | 4 871         | 0,87          | –             |  |
|                | Italia agli Italiani (FN - MSFT) | 3 630         | 0,65          | –             | 3 630         | 0,65          | –             |  |
|                | Il Popolo della Famiglia         | 3 501         | 0,62          | –             | 3 501         | 0,62          | –             |  |
|                | Partito Valore Umano             | 2 217         | 0,39          | –             | 2 217         | 0,39          | –             |  |
| Totale         | Totale                           | 561 344       | 100           | 6             | 561 344       | 100           | 4             |  |
|                |                                  |               |               |               |               |               |               |  |
| Schede bianche | Schede bianche                   | 6 478         | 1,11          |               |               |               |               |  |
| Schede nulle   | Schede nulle                     | 16 198        | 2,77          |               |               |               |               |  |
| Votanti        | Votanti                          | 584 020       | 74,39         |               |               |               |               |  |
| Elettori       | Elettori                         | 785 069       |               |               |               |               |               |  |

## Eletti

### Eletti nei collegi uninominali
Eletti nella coalizione di centro-sinistra (PD-+EUR-CP-Insieme)
     Eletti nella coalizione di centro-destra (Lega-FI-FdI-NcI)
| Collegio uninominale | Eletto | Eletto                        | Partito |
| -------------------- | ------ | ----------------------------- | ------- |
| 1. Verbania          |        | Mirella Cristina              | FI      |
| 2. Novara            |        | Alberto Luigi Gusmeroli       | Lega    |
| 3. Biella            |        | Andrea Delmastro Delle Vedove | FdI     |
| 4. Vercelli          |        | Paolo Tiramani                | Lega    |

### Eletti nella quota proporzionale
| Lega                          | M5S                          | Partito Democratico | Forza Italia  |
| ----------------------------- | ---------------------------- | ------------------- | ------------- |
|                               |                              |                     |               |
| Marzio Liuni Cristina Patelli | Davide Crippa Lucia Azzolina | Enrico Borghi       | Diego Sozzani |

1. ↑  In data 30.07.2022 aderisce al gruppo misto, non iscritti.
2. ↑  In data 24.06.2022 aderisce al gruppo Insieme per il futuro.